# Гарасько Петро
Гарасько Петро (1855–1903) — кобзар, родом із с. Козари, Козелецького повіту на Чернігівщині.

## Життєпис
Осліп під час холери. Учився в Мокієвці у Прокопа Дуба. Виконував моралістичні пісні, приказки «Про тещу», «Про чечітку», псальми про Петра і Павла, про Миколая, про Лазар. Виступав разом з лірником Максимом Прищенком.